# 俄亥俄山脈
84°45′S 114°00′W / 84.750°S 114.000°W
俄亥俄山脈（英語：Ohio Range）是南極洲的山脈，位於馬里伯地，是霍利克山脈的東北端，屬於橫貫南極山脈的一部分，長48公里、寬16公里，最高點海拔高度2,990米，現時受南極條約體系管理。